# Abelhas e substâncias químicas tóxicas

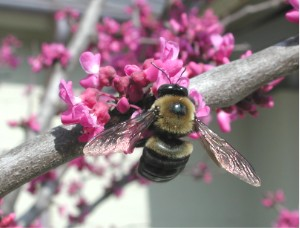
Um macho de en em en.

Abelhas podem sofrer sérios impactos de substâncias químicas tóxicas em seus ambientes, incluindo produtos sintéticos, especialmente inseticidas, e compostos naturais de plantas, como o etanol proveniente da fermentação de materiais orgânicos. A intoxicação pode ocorrer pela exposição ao etanol de néctar fermentado, frutas maduras ou produtos químicos naturais e artificiais no ambiente.
Os efeitos do álcool nas abelhas são semelhantes aos efeitos em humanos, tanto que abelhas do gênero Apis têm sido usadas como modelos para estudar a intoxicação por etanol em humanos. O metabolismo das abelhas e dos humanos é diferente o suficiente para que as abelhas coletem néctar de plantas com compostos tóxicos para humanos sem sofrer danos. O mel produzido a partir desses néctares tóxicos pode ser venenoso se consumido por humanos. Além disso, processos naturais podem introduzir substâncias tóxicas no mel, mesmo quando produzido a partir de néctar não tóxico.

## Etanol

### Efeitos da intoxicação

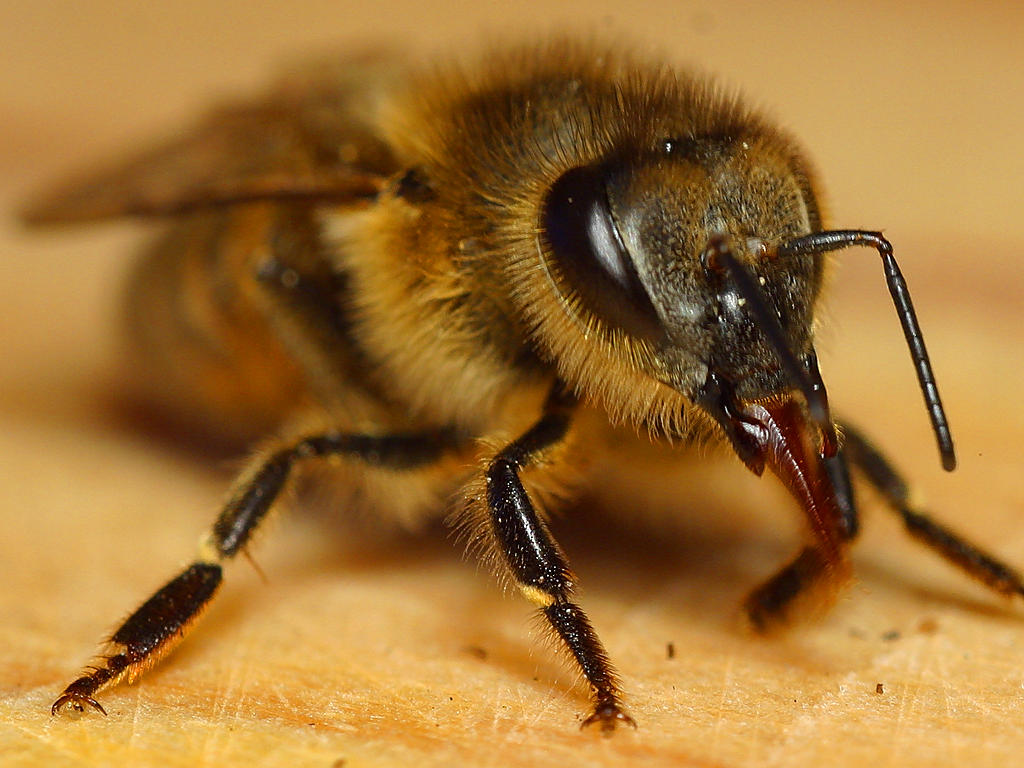
Abelha exibindo sua probóscide.

A introdução de certas substâncias químicas, como etanol, pesticidas ou compostos bioquímicos defensivos produzidos por plantas, no ambiente de uma abelha pode levar a comportamentos anormais, desorientação ou até envenenamento fatal em quantidades suficientes. Os efeitos do álcool nas abelhas são conhecidos há muito tempo. Por exemplo, John Cumming descreveu esses efeitos em uma publicação sobre apicultura de 1864.
Quando intoxicadas por etanol ou envenenadas por outros produtos químicos, as abelhas perdem o equilíbrio. O grupo de Charles Abramson na Universidade Estadual de Oklahoma [en] colocou abelhas embriagadas em rodas giratórias, onde exibiram dificuldades de locomoção. Também colocaram abelhas do gênero Apis em caixas com estímulos para incentivá-las a se mover, observando que se tornavam menos móveis à medida que ficavam mais intoxicadas.
Uma abelha intoxicada frequentemente estende sua probóscide. Abelhas embriagadas passam mais tempo voando, mas, se suficientemente intoxicadas, tornam-se incapazes de andar. Acidentes de voo são muito mais frequentes. Algumas abelhas que consomem etanol ficam tão embriagadas que não conseguem retornar à colmeia, morrendo como resultado. Bozic et al. (2006) descobriram que o consumo de álcool por abelhas do gênero Apis perturba comportamentos de forrageamento e sociais, com efeitos semelhantes aos de envenenamento por inseticidas. Algumas abelhas tornam-se mais agressivas após consumir álcool.
A exposição ao álcool pode ter efeitos prolongados nas abelhas, durando até 48 horas. Esse fenômeno também é observado em moscas-das-frutas e está relacionado ao neurotransmissor octopamina [en], também presente nas abelhas.

### Abelhas como modelos de intoxicação por etanol
Em 1999, David Sandeman [en] sugeriu que modelos de intoxicação em abelhas poderiam ser úteis para entender a intoxicação por etanol em vertebrados, devido à homologia e convergência dos sistemas nervosos de insetos e vertebrados.
As abelhas são alimentadas com soluções de etanol, e seu comportamento é observado. Pesquisadores as colocam em arreios e administram diferentes concentrações de álcool em soluções de açúcar. Testes de locomoção, forrageamento, interação social e agressividade são realizados; o funcionamento é prejudicado de maneira semelhante aos humanos. A interação das abelhas com dissulfiram (um tratamento para alcoolismo) também foi testada.

## Exposição das abelhas a outros produtos químicos tóxicos e intoxicantes

### Produtos químicos sintéticos
As abelhas podem ser gravemente afetadas, até fatalmente, por pesticidas, fertilizantes, sulfato de cobre (mais letal que espinosade [en]) e outros produtos químicos introduzidos pelo homem no ambiente.
Esse problema tem gerado crescente preocupação. Pesquisadores da Universidade de Hohenheim estudam como as abelhas podem ser envenenadas por desinfetantes de sementes. Na França, o Ministério da Agricultura criou o Comitê Científico e Técnico para o Estudo Multifatorial sobre Abelhas (CST) para investigar os efeitos intoxicantes e às vezes fatais de produtos químicos agrícolas nas abelhas. Pesquisadores do Instituto de Pesquisa de Abelhas e do Departamento de Química de Alimentos e Análise na República Tcheca analisaram os efeitos intoxicantes de produtos químicos usados em culturas de colza de inverno. A Romênia sofreu um grave caso de intoxicação generalizada de abelhas e alta mortalidade em 2002 devido à deltametrina. A Agência de Proteção Ambiental dos Estados Unidos publicou padrões para testar a intoxicação de abelhas por produtos químicos.

### Compostos naturais
Além do etanol, as abelhas podem ser significativamente afetadas por compostos naturais no ambiente. Por exemplo, Dariusz Szlachetko, do Departamento de Taxonomia Vegetal e Conservação da Natureza da Universidade de Gdańsk [en], observou vespas na Polônia agindo de maneira sonolenta (possivelmente intoxicadas) após consumirem néctar da orquídea norte-americana Neottia.
Detzel e Wink (1993) publicaram uma revisão extensa de 63 tipos de aleloquímicos vegetais e seus efeitos nas abelhas. 39 compostos repeliram abelhas (principalmente alcaloides, cumarinas e saponinas), enquanto 3 compostos terpênicos atraíram abelhas. Eles relataram que 17 dos 29 aleloquímicos são tóxicos em algum nível (especialmente alcaloides, saponinas, cardioglicosídeos e glicosídeos cianogênicos).
Várias plantas possuem pólen tóxico para abelhas do gênero Apis, em alguns casos matando adultos, como em Toxicoscordion [en], ou enfraquecendo a prole, como em Heliconia. Outras plantas com pólen tóxico incluem Spathodea campanulata e Ochroma lagopus. Tanto o pólen quanto o néctar de Aesculus californica [en] são tóxicos para abelhas do gênero Apis.

### Intoxicação de abelhas na polinização

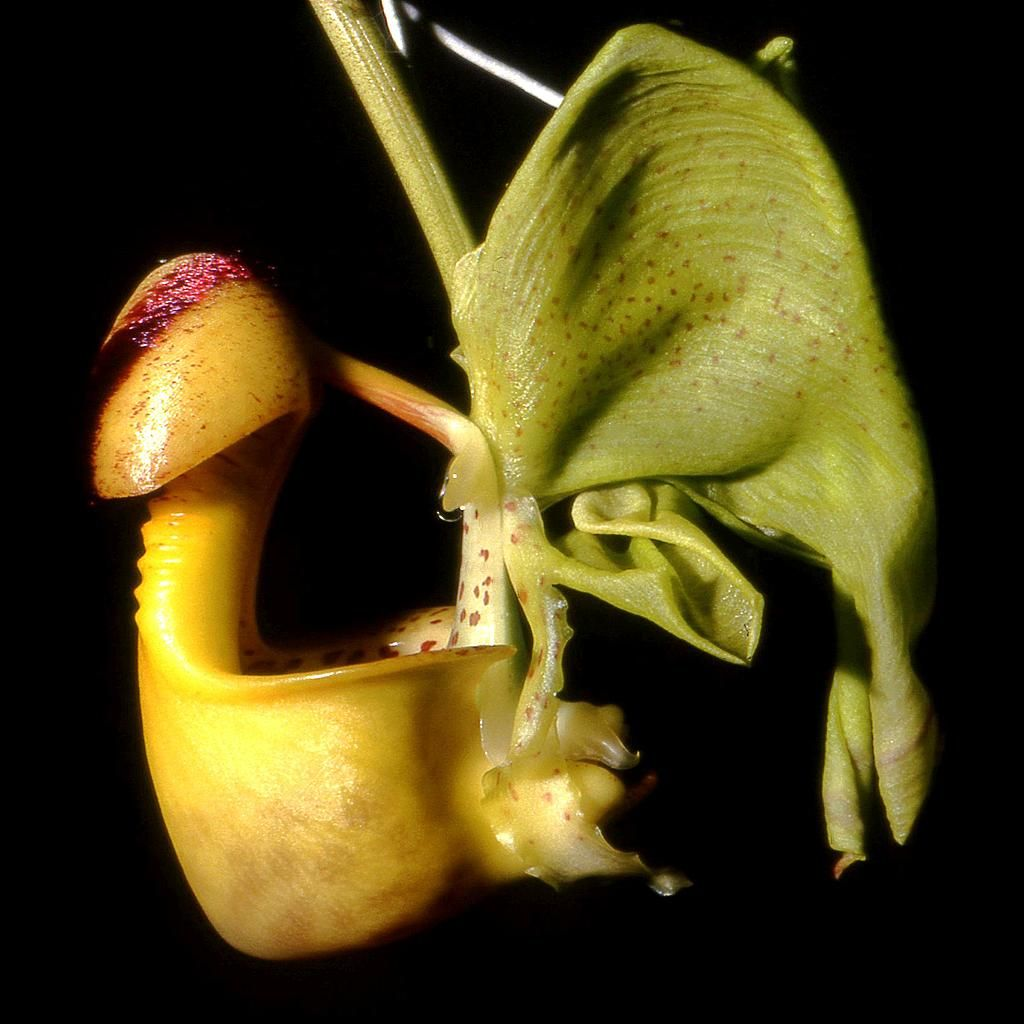
Orquídea do gênero Coryanthes.

Algumas plantas utilizam produtos químicos intoxicantes para produzir abelhas embriagadas, empregando essa intoxicação como parte de sua estratégia reprodutiva. Um exemplo é a orquídea-sul-americana do gênero Coryanthes, uma epífita. Ela atrai abelhas machos da tribo Euglossini com seu aroma, derivado de compostos aromáticos. As abelhas armazenam esses compostos em bolsas esponjosas dentro de suas patas traseiras inchadas, aparentemente usando o aroma (ou seus derivados) para atrair fêmeas. A flor é estruturada com pelos lisos e apontados para baixo, dificultando a aderência; as abelhas frequentemente escorregam e caem no fluido do balde, e a única saída é um corredor estreito que cola uma polínia (saco de pólen) em seu corpo (se a flor ainda não foi visitada) ou remove qualquer polínia presente (se já visitada). O corredor se contrai após a entrada da abelha, segurando-a por alguns minutos para permitir que a cola seque e fixe a polínia. Sugere-se que esse processo possa envolver a intoxicação das abelhas.
Van der Pijl e Dodson (1966) observaram que abelhas do gênero Eulaema e da tribo Xylocopini apresentavam sintomas de intoxicação após consumirem néctar das orquídeas Sobralia violacea e Sobralia rosea.

## Mel tóxico
Diversas plantas produzem alcaloides que podem contaminar o mel feito de suas flores de diferentes maneiras. O gênero vegetal Coriaria produz mel venenoso devido à toxina tutina. Mel contendo morfina foi relatado em áreas onde o cultivo de papoila-dormideira é comum. Tecoma stans é uma planta não tóxica, mas o mel de suas flores é venenoso. Plantas como Rododendro e urzes (Ericaceae) produzem a neurotoxina graianotoxina [en], que é tóxica para humanos, mas não para abelhas. O mel dessas flores pode ser psicoativo ou até tóxico para humanos. O mel pode fermentar e produzir etanol. Animais, como pássaros, que consomem mel fermentado ao sol podem ser encontrados intoxicados.